# Nicholas Butterfield
Nicholas J. Butterfield (ur. 23 grudnia 1954) – brytyjski paleontolog specjalizujący się w ewolucji życia na Ziemi, w tym faunie ediakarańskiej oraz „eksplozji kambryjskiej”. Badał również faunę łupków z Burgess – kilka prac poświęcił zagadkowemu zwierzęciu Wiwaxia corrugata. Obecnie pracuje w Department of Earth Sciences Uniwersytetu Cambridge. Ma żonę i córkę.

## Wybrane publikacje
- N. J. Butterfield. An early Cambrian radula. „Journal of Paleontology”. 82, s. 543–554, 2008.
- T. H. P. Harvey, N. J. Butterfield. Sophisticated particle-feeding in a large Early Cambrian crustacean. „Nature”. 452, s. 868–871, 2008.
- N. J. Butterfield, U. Balthasar, L. A. Wilson. Fossil diagenesis in the Burgess Shale. „Palaeontology”. 50, s. 537–543, 2007.
- N. J. Butterfield. Macroevolution through deep time. „Palaeontology”. 50, s. 41–55, 2007.
- Plastid endosymbiosis: sources and timing of the major events. W: J. D. Hackett, H. S. Yoon, N. J. Butterfield, M. J. Sanderson, D. Bhattacharya: Evolution of Primary Producers in the Sea. Burlington: Elsevier Academic Press, 2007, s. 441.
- N. J. Butterfield. Hooking some stem-group "worms:" fossil lophotrochozoans in the Burgess Shale. „BioEssays”. 28, s. 1161-1166, 2006.
- N. J. Butterfield. Reconstructing a complex early Neoproterozoic eukaryote, Wynniatt Formation, Victoria Island, arctic Canada. „Lethaia”. 38, s. 155–169, 2005.
- N. J. Butterfield. Probable proterozoic fungi. „Paleobiology”. 31, s. 165–182, 2005.
- J. P. Botting, N. J. Butterfield. Reconstructing early sponge relationships using the Burgess Shale fossil Eiffelia globosa, Walcott. „Proceedings of the National Academy of Sciences”. 102, s. 1554–1559, 2005.